# Acer nebrodense
Acer nebrodense é uma espécie de árvore do gênero Acer, pertencente à família Aceraceae.